# Буре сир Жијен
Буре сир Жијен (фр. Bouray-sur-Juine) је насељено место у Француској у региону Париски регион, у департману Есон.
По подацима из 2011. године у општини је живело 1990 становника, а густина насељености је износила 275,24 становника/km².

## Демографија
| 1962. | 1968. | 1975. | 1982. | 1990. | 2011. |
| ----- | ----- | ----- | ----- | ----- | ----- |
| 758   | 758   | 1.459 | 1.587 | 1.706 | 1.990 |